# Lago di Vegoritida
Il lago di Vegoritida (greco: Βεγορίτιδα, o Βεγορίτις trasl. Vegoritis), in passato anche conosciuto con il nome slavo di lago d'Ostrovo, si trova in Grecia nella regione della Macedonia, al confine fra le periferie della Macedonia Occidentale e Macedonia Centrale. Con i suoi 45 km² di superficie è il terzo lago naturale della Grecia, ed uno dei più profondi.

## Geografia
Il lago si trova in una zona pianeggiante dell'Eordia settentrionale completamente circondata da montagne e colline calcaree: i monti Voras a nord, i monti Vermio a sud-est e i monti Verno a sud-ovest.
I dati storici evidenziano che il livello dell'acqua nel lago è molto irregolare sia per cause naturali (fenomeni carsici, quantità di precipitazioni, evaporazione), che per cause antropiche (utilizzo industriale delle acque, irrigazione per agricoltura), queste ultime accentuate dalla metà del XX secolo.
Di conseguenza anche le dimensioni del lago hanno subito nel tempo notevoli variazioni. Prima del 1950 si erano registrate i livelli minimi di altitudine della superficie dell'acqua nel periodo 1899-1904 con 525 m s.l.m., e la massima di 544 m s.l.m. nel periodo 1942-1947. Nel 1956 venne attivato il tunnel sotterraneo che estraeva l'acqua dal lago di Vergotida per convogliarla più a valle nel laghetto di Agras per consentire il funzionamento della relativa centrale elettrica. Dal 1956 al 1981 il livello del lago scese di 18 metri. Nel 2002 il lago raggiunse il livello minimo di 508, 5 m s.l.m.

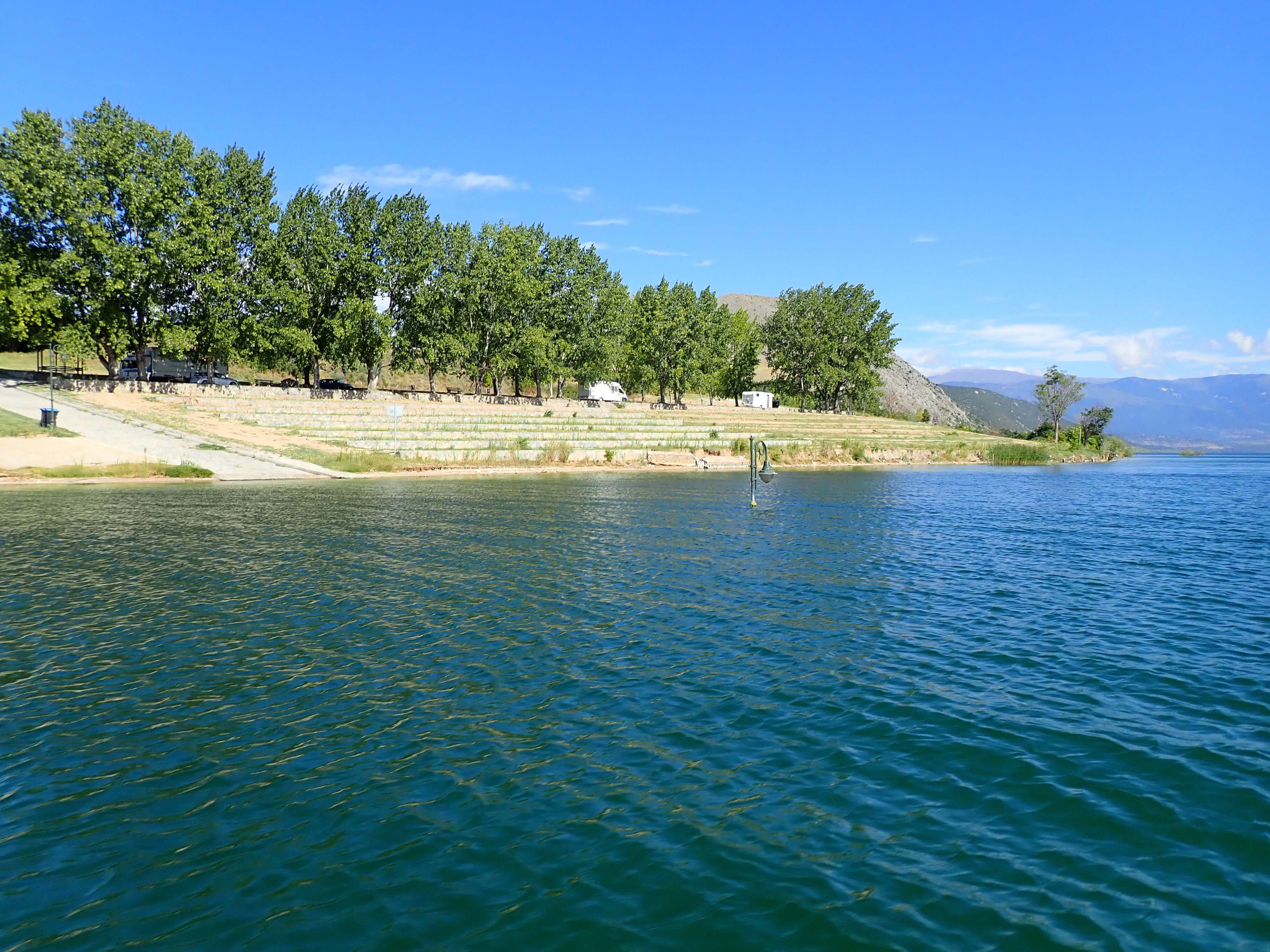
Lago di Vegoritida.

Attualmente il livello è risalito e si attesta intorno ad un valore medio di 510 – 512 m s.l.m. La superficie attuale (2010) è pertanto di circa 45 km² e la profondità di 45–50 m.
Il principale immissario del lago è il fiume Soulou che si immette nel lago nella riva sud. Il Soulou drenando tutta la zona a sud del lago, ove sono presenti diverse miniere a cielo aperto di lignite, nonché le tre centrali elettriche della PPC di Ptolemaida, Kardia e Amyntaio, è anche il maggiore apportatore nel lago di sedimenti dannosi.
Il Lago di Vegoritida è collegato da un canale artificiale sotterraneo con il vicino Lago Petron, che trovandosi ad una altezza maggiore, scarica nel Vegoritida le proprie acque.
Lungo le rive del lago si trovano diversi comuni: Arnissa (l'antica Ostrovo) sulla riva settentrionale, Perea e Farangi sulla riva orientale e San Panteleimon sulla riva occidentale. Pochi chilometri a nord-ovest della riva settentrionale del lago si trova il villaggio turistico di Agios Athanasios. Il villaggio, costruito nel XVI secolo sulle pendici meridionali dei Monti Voras, dispone di un antico borgo medioevale. Il villaggio si trova lungo la strada che conduce alla stazione sciistica di Kaimakchalan.
Le città più vicine sono:
- Florina a circa 40 km a ovest;
- Edessa a circa 20 km a est;
- Ptolemaida a circa 25 km a sud.

Il Lago di Vegoritida ed il vicino Lago Petron costituiscono un ecosistema di grande importanza utilizzato da alcuni uccelli migratori per lo svernamento. Per questo motivo l'area è stata definita Sito di Importanza Comunitaria (SIC) e fa parte della rete Natura 2000 con il codice GR1340004.